# Отношения между България и Мексико
Отношенията между България и Мексико се отнасят до дипломатическите отношения между Република България и Мексиканските съединени щати. И двете държави са членки на ООН.

## История
През 1936 г. България и Мексико подписват Договор за приятелство. Дипломатическите отношения между двете нации са установени на 6 януари 1938 г. През 1941 г., по време на Втората световна война, и двете държави прекратяват дипломатическите отношения, когато България се присъединява към страните от Оста. През май 1942 г. Мексико обявява война на страните от Оста. Дипломатическите отношения между двете нации са възобновени на 11 юли 1974 г. През 1976 г. са отворени местни посолства.
През юни 1978 г. мексиканският президент Хосе Лопес Портилио официално посещава България. През 1979 г. председателят Тодор Живков е на посещение в Мексико. През 1989 г. Мексико закрива посолството си в София заради причини, свързани с бюджета. През ноември 2008 г. българският президент Георги Първанов е на посещение в Мексико и се среща с мексиканския си колега Фелипе Калдерон. През 2018 г. и двете нации отбелязат 80 години от установяването на дипломатически отношения.

## Визити на високо ниво
Визити на високо ниво от страна на България в Мексико
- Председателят Тодор Живков (1979)
- Президентът Георги Първанов (2008)

Визити на високо ниво от страна на Мексико в България
- Президентът Хосе Лопес Портилио (1978)

## Двустранни споразумения
И двете страни подписват някои двустранни споразумения, като например Споразумение за сътрудничество в областта на туризма (1980); Споразумение за конвенция за консулските отношения (1986); Споразумение за научно и техническо сътрудничество (1994) и Споразумение за културно и образователно сътрудничество (1995). И двете държави се договарят да установят редовни двустранни политически консултативни срещи, за които се срещат през 2002, 2006, 2007 и 2012 г.

## Миграция
Въпреки че Мексико не е основна дестинация за българските мигранти, стотици емигранти от България имигрират в Мексико, за да пътуват до САЩ в средата на 60-те години, след като САЩ приемат Закона за имиграцията и гражданството от 1965 г., който премахва квотната система, основана на националния произход. Много българи, предимно жени, са подложени на трафик с обещанието да отидат в САЩ. Те обаче са изпратени в Мексико, където са превърнати в проститутки и/или робини.

## Търговия
През 1997 г. Мексико подписва споразумение за свободна търговия между Мексико и Европейския съюз (който включва и България). През 2018 г. търговията между България и Мексико възлиза на 131 милиона щатски долара. Основният износ на България за Мексико включва: минерални и химически находища, плодови семена, неекспонирани филми и текстил. Основният износ от Мексико за България включва: компютри, мобилни телефони и други електронни продукти. Мексиканската мултинационална компания Америка Мовил работи в България.

## Постоянни дипломатически мисии
- България има посолство в град Мексико.[7]
- Мексико няма посолство в България. Акредитирано в България е посолството на Мексико в Будапеща, Унгария.[8] Мексико поддържа почетно консулство в София.[9]